# Underpaid
Underpaid ist eine deutsche Grungeband aus Göppingen bzw. Rechberghausen, deren musikalischer Stil an Bands wie Nirvana oder Soundgarden erinnert.

## Geschichte
Im Jahr 2003 gründeten die vier 16-jährigen Musiker Thomas Csapak, Jens Müller und die Cousins Matthias und Andreas Mühleis die Band. Nach einer ersten Demoaufnahme Break in thunder session gingen sie beim Plattenlabel Code Red Records unter Vertrag und veröffentlichten 2005 das Album Just For One Day.
2007 tourten Underpaid über verschiedene Open-Air-Festivals. 2008 veröffentlichten sie ihr zweites Studioalbum A Trip To Nowhere.
Im Mai 2010 kam mit Andi Schmid ein weiterer Gitarrist in die Band. Im Jahre 2012 trennte sich Underpaid von Schlagzeuger und Gründungsmitglied Andreas Mühleis.
Joe Seitz wurde der Drummer der Band. Im selben Jahr veröffentlichte die Gruppe das dritte Studioalbum No Time To Kill, allerdings nicht mehr bei Code Red Records. Auch das Nachfolgealbum Forever And A Day, das sie selbst produziert hatten, erschien ohne Plattenfirma.
Unter anderem spielten Underpaid Liveshows mit Dark Tranquillity, End of Green, Megaherz, Jennifer Rostock und Anti-Flag.

## Diskografie
- Break in thunder session (2004, Demo)
- Just For One Day (2005, Code Red Records)
- A Trip To Nowhere (2008, Code Red Records)
- No Time To Kill (2012)
- Forever And A Day (2018)

### Videos
- Perfect day (2006)
- Bad Mood Murder (2014)
- Stay (2018)